# Superhaufen

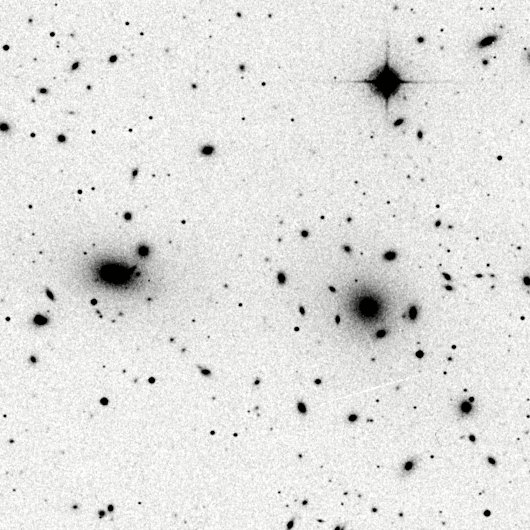
Zentralbereich des Coma-Galaxienhaufens

Als Superhaufen oder auch Supergalaxienhaufen bezeichnet man Ansammlungen mehrerer Galaxienhaufen, die sich zwar durch eine konzentrische Eigenbewegung oder überdurchschnittliche Dichte auszeichnen, deshalb aber noch kein gebundenes System darstellen müssen. Sie gehören zu den größten für uns erkennbaren Strukturen im Universum.

## Struktur und Anordnung im Universum
Eine großräumige Betrachtung des Universums zeigt, dass Galaxien nicht gleichmäßig verteilt sind, sondern dass das Universum eine schaum- oder wabenartige Struktur aufweist. Das Innere der Waben entspricht dabei riesigen Leerräumen, den sogenannten Voids. Die Galaxien gruppieren sich – wegen ihrer gegenseitigen gravitativen Anziehung – zu Galaxienhaufen um diese Leerräume herum und bilden sozusagen die Wände der Waben.
In den Schnittbereichen zwischen den Waben ist die Galaxienhaufen-Dichte deshalb höher und hier formierten sich, wiederum infolge der gravitativen Anziehung, Ansammlungen von Haufen, sogenannten Superhaufen. Diese sind, neben den sie miteinander verbindenden Filamenten, die größten bisher entdeckten Strukturen im Weltall. Sie können eine Ausdehnung von einigen hundert Millionen Lichtjahren erreichen und aus mehreren zigtausend Galaxien bestehen. Das Wissen über die Superhaufen ist allerdings noch sehr begrenzt, so ist beispielsweise noch nicht klar, ob die Superhaufen allein durch Gravitation zusammengehalten werden oder ob sie sich aus anderen Vorgängen gruppiert haben. Der Einfluss dunkler Materie, welche ebenfalls eine Rolle spielen kann, ist derzeit Gegenstand weiterer Forschungen. Es kann derzeit nur vermutet werden, dass die dunkle Materie (etwa 74 % aller Materie des Universums) einen deutlich höheren Einfluss auf die Bildung von Superhaufen hat als bisher angenommen.

## Bekannte Superhaufen
Auch die Milchstraße ist Teil eines Superhaufens, nämlich des Laniakea-Superhaufens. Bis in das Jahr 2014 ging man von der Zugehörigkeit zum Virgo-Superhaufen (auch Lokaler Superhaufen genannt) als größter beteiligter Struktur aus, dessen Zentrum der Virgo-Galaxienhaufen bildet. Virgo ist jedoch nur ein Teil von Laniakea. Zum Lokalen Superhaufen zählen neben der Lokalen Gruppe die zahlreichen Galaxiengruppen in der kosmischen Nachbarschaft der Milchstraße, wie die M81-Gruppe und die Sculptor-Gruppe, die die meisten helleren Galaxien enthalten.
Bekannt ist auch der wesentlich größere, aber sechsmal weiter entfernte Coma-Superhaufen, in dem die sogenannte Große Mauer (engl. Great Wall) liegt. Der gewaltigste Superhaufen befindet sich in Richtung des Sternbilds Horologium; ein weiterer ist der nach dem Astronomen Harlow Shapley benannte, und der sog. Große Attraktor. Eine Untersuchung der Umgebung bis zu einer Rotverschiebung von z = 0,1 (fast 1,5 Milliarden Lichtjahre) hat etwa 130 Superhaufen ergeben. Die größten Superhaufen in unserer Nähe sind dabei in unten stehender Tabelle aufgeführt, wobei „Größe“ die Anzahl der reichen Galaxienhaufen angibt, aus denen der Superhaufen besteht:
| Name                        | Rotverschiebung z | Größe |
| --------------------------- | ----------------- | ----- |
| Horologium-Reticulum        | 0,06              | 32    |
| Shapley-Superhaufen         |                   | 25    |
| Pisces-Cetus                |                   | 17    |
| Bootes                      |                   | 12    |
| Aquarius                    |                   | 12    |
| Cetus A                     |                   | 11    |
| Corona Borealis             |                   | 10    |
| Hercules                    |                   | 10    |
| Aquarius-Cetus              |                   | 8     |
| Grus-Indus                  |                   | 8     |
| Leo                         | 0,03              | 8     |
| Lepus                       |                   | 8     |
| Aquarius A                  |                   | 6     |
| Pegasus-Pisces B            |                   | 6     |
| Hydra-Centaurus-Superhaufen |                   | 6     |
| Aquarius-Capricornus        |                   | 5     |
| Pegasus-Pisces A            |                   | 4     |
| Perseus-Pegasus A           |                   | 4     |
| Perseus                     |                   | 3     |
| Sextans                     |                   | 3     |
| Ursa Major                  |                   | 3     |
| Perseus-Pegasus B           |                   | 2     |
| Saraswati-Superhaufen       |                   |       |
| Coma                        |                   | 2     |